# Schloss Feilhofen

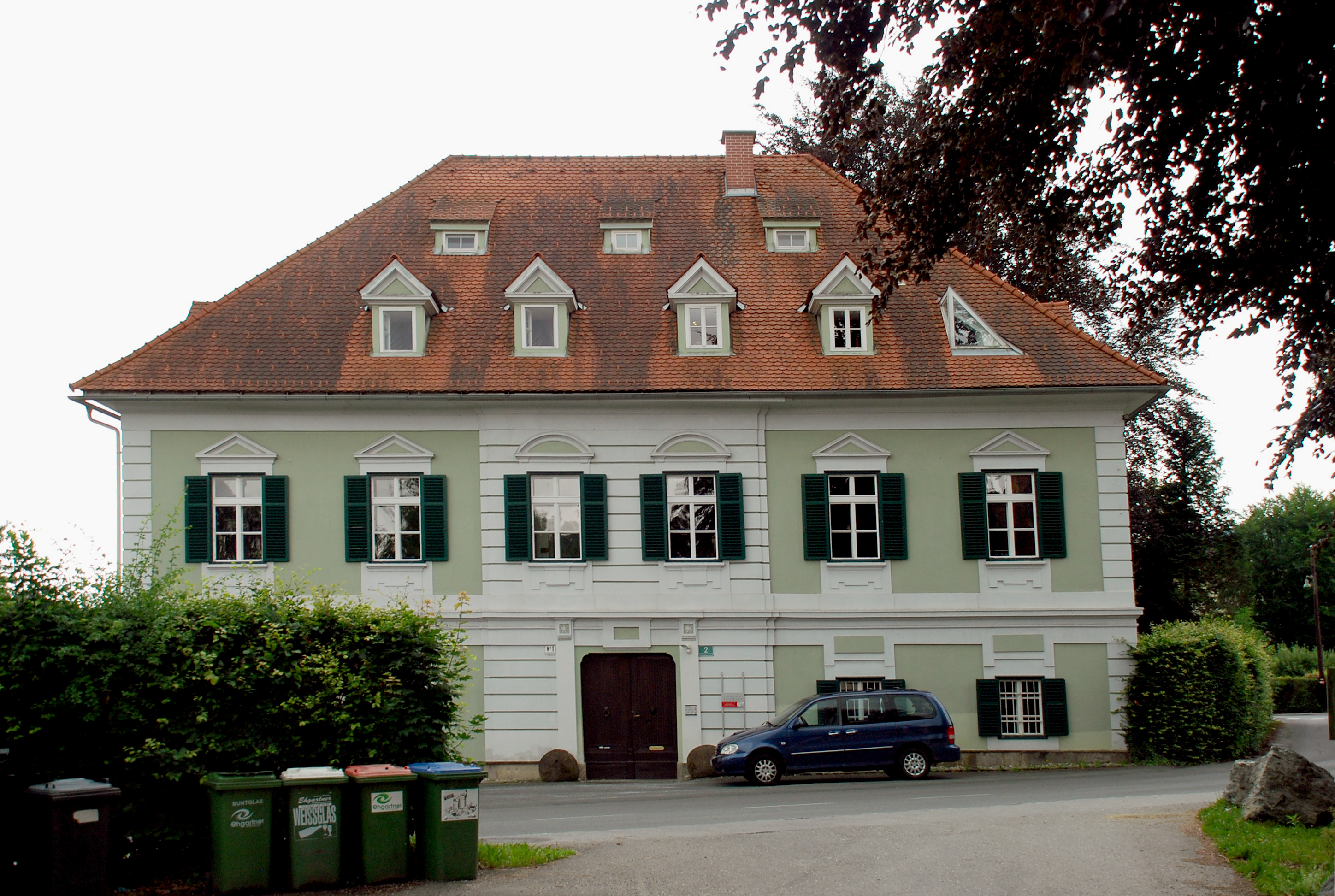
Das Schloss im Juni 2011

Das Schloss Feilhofen, auch Feilhofer Schlössl genannt, ist ein Schloss in der Stadtgemeinde Deutschlandsberg in der Steiermark. Seine Geschichte führt bis in die zweite Hälfte des 16. Jahrhunderts zurück. Heute befindet es sich in Privatbesitz.

## Standort
Das Schloss steht in der zu Deutschlandsberg gehörenden Katastralgemeinde Unterlaufenegg in der Wildbacher Straße 2.

## Geschichte
Das Schloss war ursprünglich ein Wirtschaftshof der Burg Deutschlandsberg. Dieser kam in den Besitz der Familie Peuerl, von der er an Friedrich von Holleneck (Hollenegg) kam. Dieser verlieh das Anwesen im Jahr 1580 an den Deutschlandsberger Bürger Feyel, dem es seinen heutigen Namen verdankt. Abel von Holleneck ließ den Hof zu einem Ansitz ausbauen, in denen die Nachkommen derer von Hollenegg wohnten. In der zweiten Hälfte des 17. Jahrhunderts war das Anwesen im Besitz von Johann Baptist Freiherr von Puchbaum und vor 1695 wurde es von der Herrschaft Hollenegg (siehe Schloss Hollenegg) abgetrennt und zur eigenständigen Herrschaft derer von Puchbaum. Später erbten zwei Großnichten des Karl Freiherr von Puchbaum, die vermählten Maria Eleonore Gräfin Steinpeiss und Maria Anna Gräfin Gaisruck, den Besitz im 18. Jahrhundert. Ab 1759 saßen die Grafen Gaisruck auf dem Ansitz, die ihn weiter ausbauten. Im Jahr 1805 verkaufte Franz Xaver Graf Gaisruck das Anwesen an Johann Nepomuk Ritter von Kalchberg, der einen Garten anlegen ließ und das Schloss in seine heutige Form brachte. 1810 kam das Schloss in den Besitz von Josef Graf Weiserheimb und 1815 in jenen von Moritz Graf Fries. Johann Fürst Liechtenstein erwarb im Jahr 1822 das Gut und legte es wieder dem von ihm 1821 erworbenen Schloss Hollenegg zu einer Herrschaft zusammen. Es befindet sich bis heute im Besitz der Familie Liechtenstein. Im Jahr 1974 wurden umfangreiche Restaurierungsarbeiten durchgeführt. Der ehemalige Meierhof wird an Private und Gewerbetreibende vermietet.

## Beschreibung

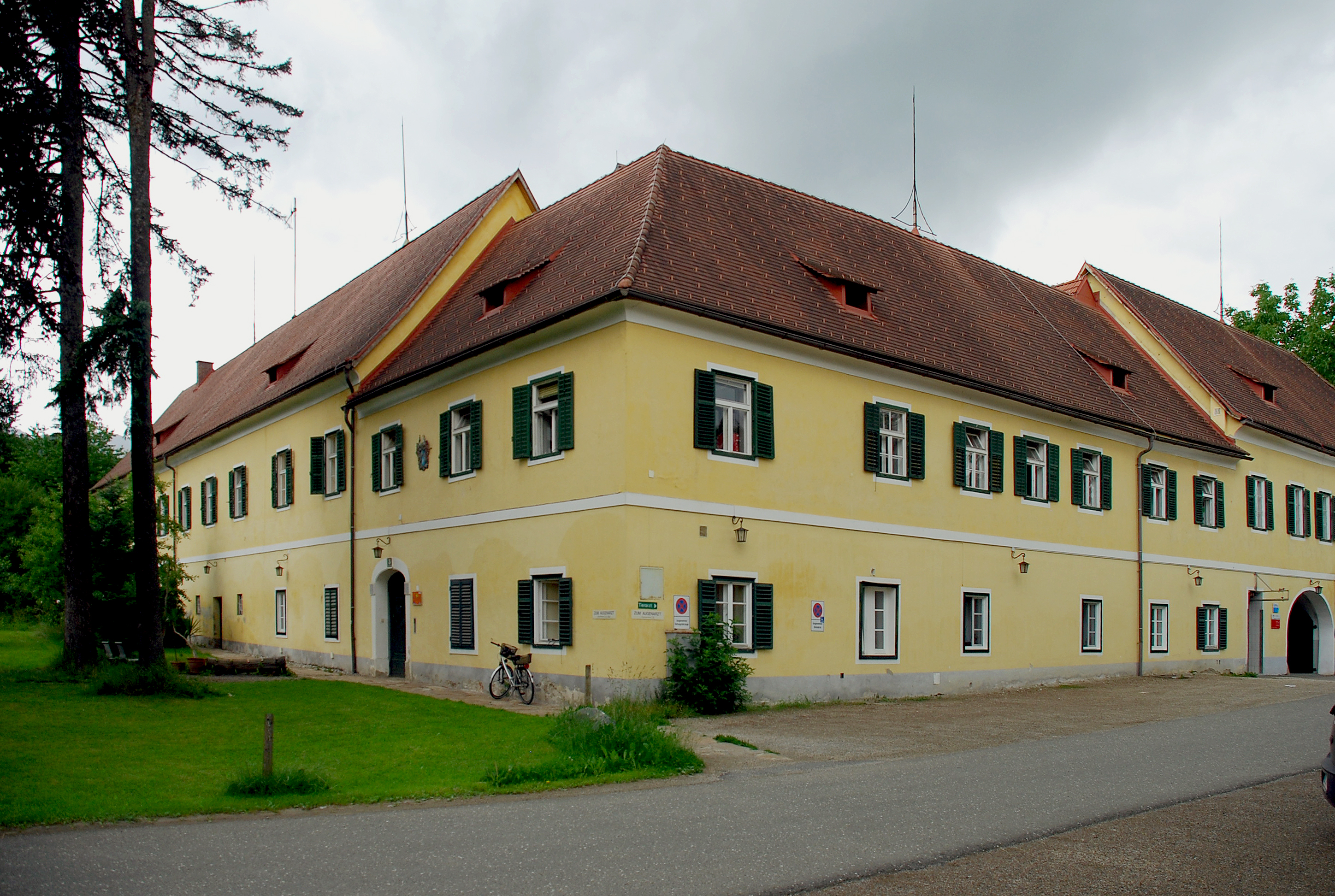
Der ehemalige Meierhof des Schlosses im Juni 2011

Das Schloss ist ein zweigeschoßiger, länglicher Baukörper, welcher von einem für Wohnzwecke ausgebauten Walmdach mit zwei Reihen an Dachgaupen überdacht wird. Die Schauseiten sind sechsachsig, während die Seitenfronten nur dreiachsig sind. An den Gebäudeecken befinden sich aufgeputzte Eckquaderungen. Zwischen den beiden Geschoßen verläuft ein umlaufendes Gesims. Über den Fenstern des obersten Geschoßes befinden sich dreieckige und an den beiden Mittelfenstern segmentbogige Verdachungen. Das Eingangsportal befindet sich im genuteten, aber kaum vorstehenden Mittelrisaliten und weist zwei Prellsteine auf. An den mittleren Teil der Schlossrückseite wurde in jüngster Zeit ein Balkon angebaut. An der Rückseite des Schlosses liegt ein Garten. Auf der dem Schloss gegenüberliegenden Straßenseite befindet sich der ehemalige Meierhof. Die beiden Gebäude waren bis zu Beginn des 19. Jahrhunderts durch eine Mauer mit Tor miteinander verbunden.